# تيفاني ميلبريت
تيفاني كارلين ميلبريت (بالإنجليزية: Tiffeny Carleen Milbrett) هي لاعبة كرة قدم أمريكية في مركز الهجوم ولدت في يوم 23 أكتوبر 1972 في مدينة بورتلاند في الولايات المتحدة، لعبت ميلبريت مع منتخب الولايات المتحدة من سنة 1991 إلى سنة 2006 في 204 مباراة وسجلت بها 100 هدف، وحققت مع المنتخب الميدالية الذهبية في دورة الألعاب الأولمبية الصيفية 1996 في أتالانتا في الولايات المتحدة والميدالية الفضية في دورة الألعاب الأولمبية الصيفية 2000 في سيدني وكذلك فازت مع المنتخب ببطولة كأس العالم لكرة القدم للسيدات 1999 في الولايات المتحدة، على صعيد الأندية احترفت ميلبريت مع أندية من عدة دول من الولايات المتحدة و اليابان والسويد وكندا ويبلغ طول اللاعبة 157 سم.

## روابط خارجية
- تيفاني ميلبريت على موقع IMDb (الإنجليزية)

- تيفاني ميلبريت على موقع الاتحاد الدولي (مؤرشف)  (الإنجليزية)
- تيفاني ميلبريت على موقع قاعدة بيانات كرة القدم.إي يو (الإنجليزية)
- تيفاني ميلبريت على موقع ليكيب (الفرنسية)
- تيفاني ميلبريت على موقع Soccerway.com (الإنجليزية)
- تيفاني ميلبريت على موقع عالم كرة القدم.نت (الإنجليزية)
- تيفاني ميلبريت على موقع أوليمبيديا (الإنجليزية)